# Charles Ruggles
Pour les articles homonymes, voir Ruggles.
Charles Ruggles est un acteur américain né le 8 février 1886 à Los Angeles, Californie (États-Unis), mort le 23 décembre 1970 à Hollywood (Californie).

## Biographie
Il est le frère du metteur en scène Wesley Ruggles.

## Filmographie

### Années 1910
- 1914 : The Patchwork Girl of Oz de J. Farrell MacDonald (non confirmé)
- 1915 : The Majesty of the Law de Julia Crawford Ivers : Lawrence Evans
- 1915 : Peer Gynt d'Oscar Apfel et Raoul Walsh : The Button Molder
- 1915 : The Reform Candidate de Frank Lloyd : Loony Jim

### Années 1920
- 1923 : L'Hallali conjugal (The Heart Raider) de Wesley Ruggles : Gaspard McMahon
- 1929 : Gentlemen of the Press (en) de Millard Webb : Charlie Haven
- 1929 : The Lady Lies de Hobart Henley : Charlie Tayler
- 1929 : The Battle of Paris de Robert Florey : Zizi

### Années 1930
- 1930 : Roadhouse Nights de Hobart Henley : Willie Bindbugel
- 1930 : Young Man of Manhattan de Monta Bell : Shorty Ross
- 1930 : Queen High de Fred C. Newmeyer : T. Boggs Johns
- 1930 : Her Wedding Night de Frank Tuttle : Bertie Bird
- 1930 : La Marraine de Charley (Charley's Aunt) d'Al Christie : Babberley
- 1931 : Honor Among Lovers de Dorothy Arzner : Monty Dunn
- 1931 : The Girl Habit d'Edward F. Cline : Charlie Floyd
- 1931 : Le Lieutenant souriant (The Smiling Lieutenant) d'Ernst Lubitsch : Max
- 1931 : Beloved Bachelor de Lloyd Corrigan : Jerry Wells
- 1931 : Husband's Holiday de Robert Milton : Clyde Saunders
- 1932 : This Reckless Age de Frank Tuttle : Goliath Whitney
- 1932 : Une heure près de toi (One Hour with You) d'Ernst Lubitsch : Adolph
- 1932 : La Belle Nuit (This Is the Night) de Frank Tuttle : Bunny West
- 1932 : Make Me a Star de William Beaudine : lui-même
- 1932 : Aimez-moi ce soir (Love Me Tonight) de Rouben Mamoulian : Gilbert de Varèze
- 1932 : 70,000 Witnesses de Ralph Murphy : Johnny Moran
- 1932 : The Night of June 13 de Stephen Roberts : Philo Strawn
- 1932 : Haute Pègre (Trouble in Paradise) d'Ernst Lubitsch : le major
- 1932 : Evenings for Sale de Stuart Walker : Bimfel
- 1932 : Si j'avais un million (If I Had a Million) : Henry Peabody
- 1932 : Madame Butterfly de Marion Gering : Lt. Barton
- 1933 : Murders in the Zoo de A. Edward Sutherland : Peter Yates
- 1933 : Terror Aboard de Paul Sloane : Blackie Witherspoon
- 1933 : Croisière sentimentale (Melody Cruise) de Mark Sandrich : Pete Wells
- 1933 : Mama Loves Papa de Norman Z. McLeod : Wilbur Todd
- 1933 : Goodbye Love (en) de H. Bruce Humberstone : Oswald Groggs
- 1933 : Girl Without a Room de Ralph Murphy : Vergil Crock
- 1933 : Alice au pays des merveilles (Alice in Wonderland), de Norman Z. McLeod : The March Hare
- 1934 : Poker Party (Six of a Kind) de Leo McCarey : J. Pinkham 'Pinky' Whinney
- 1934 : Melody in Spring de Norman Z. McLeod : Warren Blodgett
- 1934 : Murder in the Private Car (en) d'Harry Beaumont : Godfrey D. Scott
- 1934 : Friends of Mr. Sweeney d'Edward Ludwig : Asaph 'Ace' Holliday
- 1934 : The Pursuit of Happiness d'Alexander Hall : Aaron Kirkland
- 1935 : L'Extravagant Mr Ruggles (Ruggles of Red Gap) de Leo McCarey : Egbert Floud
- 1935 : People Will Talk d'Alfred Santell : Henry Wilton
- 1935 : La Femme de sa vie (No more ladies) d'Edward H. Griffith : Edgar Holden
- 1935 : Symphonie burlesque (The Big Broadcast of 1936) de Norman Taurog : Wilbur Sealingsworth
- 1936 : Transatlantic Follies (Anything Goes), de Lewis Milestone : Rev. Dr. Moon
- 1936 : L'Homme sans visage (The Preview Murder Mystery) de Robert Florey : lui-même
- 1936 : Vingt-cinq Ans de fiançailles (Early to Bed), de Norman Z. McLeod : Chester Beatty
- 1936 : Betsy (Hearts Divided) de Frank Borzage : Sénateur Henry Ruggles
- 1936 : Yours for the Asking d'Alexander Hall : Sunbather
- 1936 : Wives Never Know d'Elliott Nugent : Homer Bigelow
- 1936 : Mind Your Own Business de Norman Z. McLeod : Orville Shanks
- 1937 : Turn Off the Moon de Lewis Seiler : J. Elliott Dinwiddy
- 1937 : Exclusive d'Alexander Hall : Tod Swain
- 1938 : L'Impossible Monsieur Bébé (Bringing Up Baby) de Howard Hawks : Horace Applegate
- 1938 : Sérénade sur la glace (Breaking the Ice) d'Edward F. Cline : Samuel Terwilliger
- 1938 : Service de Luxe de Rowland V. Lee : Robinson
- 1938 : His Exciting Night de Gus Meins : Adam Tripp
- 1939 : Boy Trouble (en) de George Archainbaud : Homer C. Fitch
- 1939 : Sudden Money (en) de Nick Grinde : Sweeney J. Patterson
- 1939 : Invitation au bonheur (Invitation to Happiness) de Wesley Ruggles : Henry 'Pop' Hardy
- 1939 : Night Work (en) de George Archainbaud : Homer C. Fitch
- 1939 : Balalaïka de Reinhold Schünzel : Nicki Popoff

### Années 1940
- 1940 : The Farmer's Daughter de James P. Hogan : Nicksie North
- 1940 : Opened by Mistake de William Keighley : Buzz Nelson
- 1940 : Maryland de Henry King : Dick Piper
- 1940 : Finie la comédie (No Time for Comedy) de William Keighley : Philo Swift
- 1940 : Public Deb No. 1 de Gregory Ratoff : Milburn
- 1940 : La Femme invisible (The Invisible Woman) de A. Edward Sutherland : George
- 1941 : Honeymoon for Three de Lloyd Bacon : Harvey Wilson
- 1941 : Une épouse modèle (Model Wife) de Leigh Jason : Milo Everett
- 1941 : The Parson of Panamint (en) de William C. McGann : Chuckawalla Bill Redfield
- 1941 : Go West, Young Lady de Frank R. Strayer : Jim Pendergast
- 1941 : Scandale à Honolulu (The Perfect Snob) de Ray McCarey : Dr Mason
- 1942 : Friendly Enemies de Allan Dwan : Heinrich Block
- 1943 : Dixie Dugan de Otto Brower : Pa Dugan
- 1944 : The Doughgirls de James V. Kern : Stanley Slade
- 1944 : Our Hearts Were Young and Gay de Lewis Allen : Otis Skinner
- 1944 : Trois c'est une famille (Three Is a Family) d'Edward Ludwig : Sam Whitaker
- 1945 : Bedside Manner de Andrew L. Stone : Dr J.H. 'Doc' Fredericks, Hedy's Uncle
- 1945 : La Blonde incendiaire (Incendiary Blonde) de George Marshall : Cherokee Jim
- 1946 : La Voleuse (A Stolen Life) de Curtis Bernhardt : Freddie Linley
- 1946 : Gallant Journey William A. Wellman : Jim Montgomery
- 1947 : The Perfect Marriage de Lewis Allen : Dale Williams, Sr.
- 1947 : My Brother Talks to Horses de Fred Zinnemann : Richard Pennington Roeder
- 1947 : C'est arrivé dans la Cinquième Avenue (It Happened on 5th Avenue) de Roy Del Ruth : Michael J. O'Connor
- 1947 : Femme de feu (Ramrod) de André de Toth : Ben Dickason
- 1948 : Broadway mon amour (Give My Regards to Broadway) de Lloyd Bacon : Toby Helper
- 1949 : Le Faiseur (The Lovable Cheat) de Richard Oswald : Claude Mercadet
- 1949 : Le Grand Tourbillon (Look for the Silver Lining) de David Butler : Caro Miller
- 1949 : The Ruggles (série TV) : Charlie Ruggles (1949-1952)

### Années 1950
- 1953 : Franklin et Moi (Ben and Me) : Ben Franklin (voix)
- 1954 : The World of Mr. Sweeney (série TV) : Cicero P. Sweeney
- 1959 : The Bells of St. Mary's (en) (TV)
- 1959 : Once Upon a Christmas Tree (TV)

### Années 1960
- 1961 : Il a suffi d'une nuit (All in a Night's Work) de Joseph Anthony : Dr Warren Kingsley Sr.
- 1961 : Mon séducteur de père (The Pleasure of His Company) de George Seaton : Mackenzie Savage
- 1961 : La Fiancée de papa (The Parent Trap) de David Swift : Charles McKendrick
- 1961 : The Bullwinkle Show (série TV) : Aesop (voix)
- 1962 : Ernestine (TV)
- 1963 : Après lui, le déluge (Son of Flubber) de Robert Stevenson : Judge Murdock
- 1963 : Papa's Delicate Condition de George Marshall : Anthony Ghio
- 1964 : I'd Rather Be Rich de Jack Smight : Dr Charles Crandall
- 1964 : Ma sorcière bien-aimée (Bewitched) (série TV, saison 1, épisode 5) : Mr Caldwell
- 1966 : Quatre Bassets pour un danois (The Ugly Dachshund) de Norman Tokar : Dr. Pruitt
- 1966 : Demain des hommes (Follow Me, Boys!) de Norman Tokar : John Everett Hughes
- 1966 : Bonanza (TV) : Saison 8 Episode 2 : Colonel Robert Fairchild
- 1967 : Carousel (TV) : The Starkeeper / Dr. Selden